# Tom Anderson (żeglarz)
 Thomas James „Tom” Anderson (ur. 24 lipca 1939 w Sydney, zm. 28 lipca 2010) – australijski żeglarz sportowy. Złoty medalista olimpijski z Monachium.
Zawody w 1972 były jego drugimi igrzyskami olimpijskimi, debiutował w 1968. Zwyciężył w klasie Dragon. Sternikiem był John Cuneo, trzecim członkiem załogi John Shaw. Jego bliźniak John również był żeglarzem i mistrzem olimpijskim z Monachium.